# Valle di Anza

I rift dell'Africa centrale: la valle di Anza è visibile nella parte sudorientale.

La valle di Anza, conosciuta anche come depressione di Anza, è un rift presente in Kenya formatosi durante l'era Mesozoica, nel periodo Giurassico.
La valle si estende verso l'entroterra in direzione nord-ovest a partire dalla costa keniota.
Si ritiene che la valle sia un aulacogeno, ossia un bacino sedimentario derivante da un processo di rift abortito, rift che costituiva un braccio di una tripla giunzione tra placche tettoniche formatasi durante l'iniziale fase di stiramento che ha preceduto la frattura della Gondwana, iniziata circa 167 milioni di anni fa, nel Giurassico medio. L'allargamento degli altri due bracci della tripla giunzione, divenuti dorsali oceaniche vere e proprie, ha invece portato al distacco del blocco placca indiana-Madagascar dalla placca africana.
La valle è stata formata dalle stesse forze che hanno portato alla formazione del sistema di rift nel Sud Sudan e si connette, a sud, con i rift della baia di Lamu.

Oggi la formazione è completamente nascosta alla vista a causa dall'accumulo in essa, nei millenni, di sedimenti e rocce vulcaniche risalenti al Quaternario.